# 로마 가톨릭교회의 주교
로마 가톨릭교회의 주교(Bishops in the Catholic Church)는 성품성사의 충만한 직무를 맡아 교리를 가르치고, 자신의 관할권에 있는 가톨릭 신자들을 다스리며, 세상을 거룩하게 하고, 교회를 대표하는 서품을 받은 주교이다. 가톨릭 신자들은 주교직의 기원을 사도들에게로 추적하는데, 사도들은 오순절에 성령으로부터 특별한 카리스마와 직무를 부여받았다고 믿는다. 가톨릭 신자들은 이 특별한 카리스마와 직무가 성품성사에서 안수를 통해 주교들의 끊임없는 계승을 통해 전달되었다고 믿는다.

## 같이 보기
- 로마 가톨릭교회의 교계제도
- 대목구
- 군종교구
- 미국의 가톨릭 교구 목록